# Maagan Mihael
Maagan Mihael, (ebraică: מעגן מיכאל), este un kibuț situat pe malul Mării Mediterane în Israel, la vest de muntele Carmel, in dreptul orașului Zihron Iaakov.
Fondat în anul 1949 cu 150 membri adulți și 44 copii, azi are peste 1500 membri, din care 390 copii.

## Economie

### Agricultura
În cursul anilor s-a trecut de la cultivatul bumbacului la avocado (2 tone pe an), banane (1200 tone pe an), papaya și alte fructe exotice (mai ales pentru export).
Producția anuală a kibuțului cuprinde 2000 tone de carne de pasăre, 3.2 milioane litri de lapte, 4.5 milioane de ouă, 1300 tone de pești crescuți în bazine artificiale,

### Industrie
- Întreprinderea Plasson, produse plastice din polietilen (țevi, robinete, conectoare) pentru piața locală și export (Germania, Italia, Franța, Anglia).

- Întreprinderea Tzoron, produce piese din metal de precizie mare, măști pentru montarea de circuite electronice. Se exportă, de asemenea, tehnologie de cauterizare foto-chimică.